# Aeroportul Internațional Aswan
Aeroportul Internațional Aswan (IATA: ASW, ICAO: HESN) este un aeroport din Guvernoratul Aswan, Egipt ce deservește zona Assuan. Aeroportul a fost tranzitat în decembrie 2022 de 104.033 de pasageri. A fost numit după zona deservită.
Situat la o altitudine de 201 m, aeroportul dispune de o singură pistă. Este operat de Egyptian Airports Company⁠(d).